# Jodia latericolor
Jodia latericolor är en fjärilsart som beskrevs av Raynor 1901. Jodia latericolor ingår i släktet Jodia och familjen nattflyn. Inga underarter finns listade i Catalogue of Life.